# オオニガナ
オオニガナ（大苦菜、学名： Prenanthes tanakae ）はキク科フクオウソウ属の多年草。

## 特徴
茎の高さは60-150cmあり、葉は有翼の柄をもって茎に互生し、茎を抱く。葉はアザミのように羽状中裂～深裂するがトゲはない。
花期は9-11月。円錐花序に10-20数個の頭花がつき、頭花の径は3.5-4cmで淡黄色。頭花の小花は26-39個つく。

## 分布と生育環境
本州の近畿地方から東北地方に分布し、山中の湿原に稀に見られる。

## 保全状況評価
2000年までの環境省レッドデータブックでは絶滅危惧II類 (VU)、2007年8月レッドリストでは準絶滅危惧(NT)にランクされたが、2012年8月のレッドリストでは、個体数が多いため、ランク外と判定された。